# Konstal 105Na

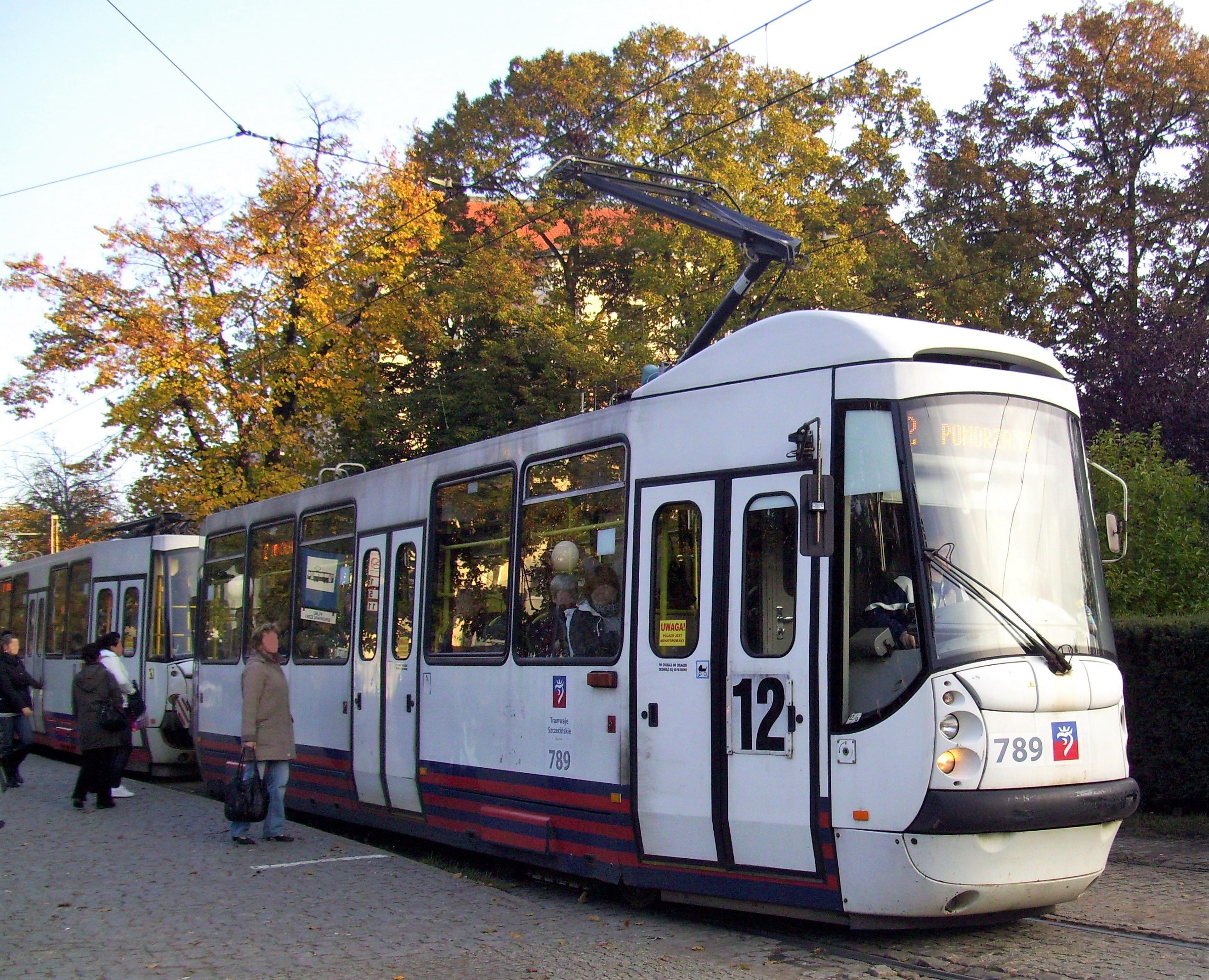
Modernisierter 105Na in Stettin, Typ 105N2k/2000

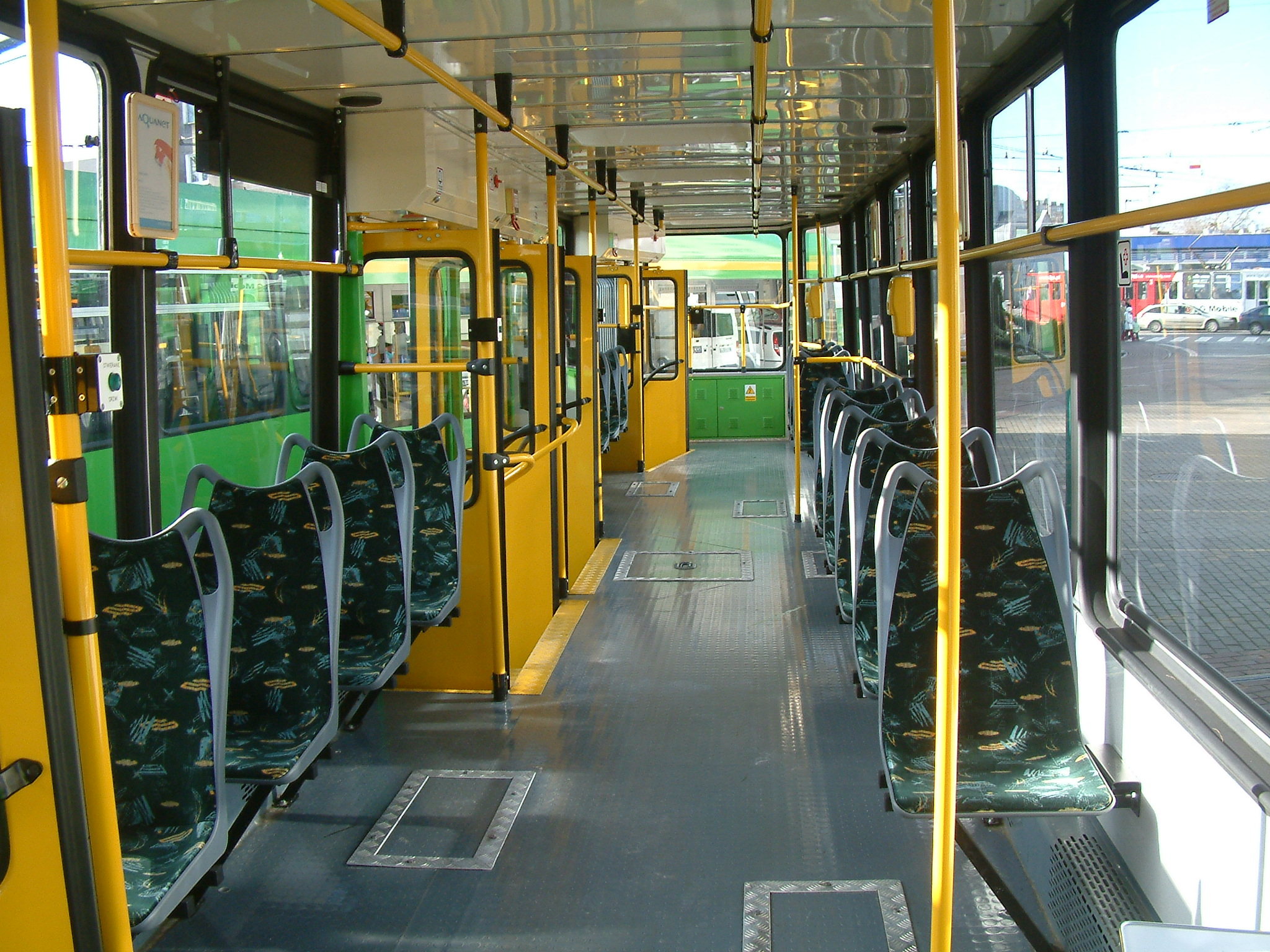
Innenraum eines modernisierten 105Na in Posen

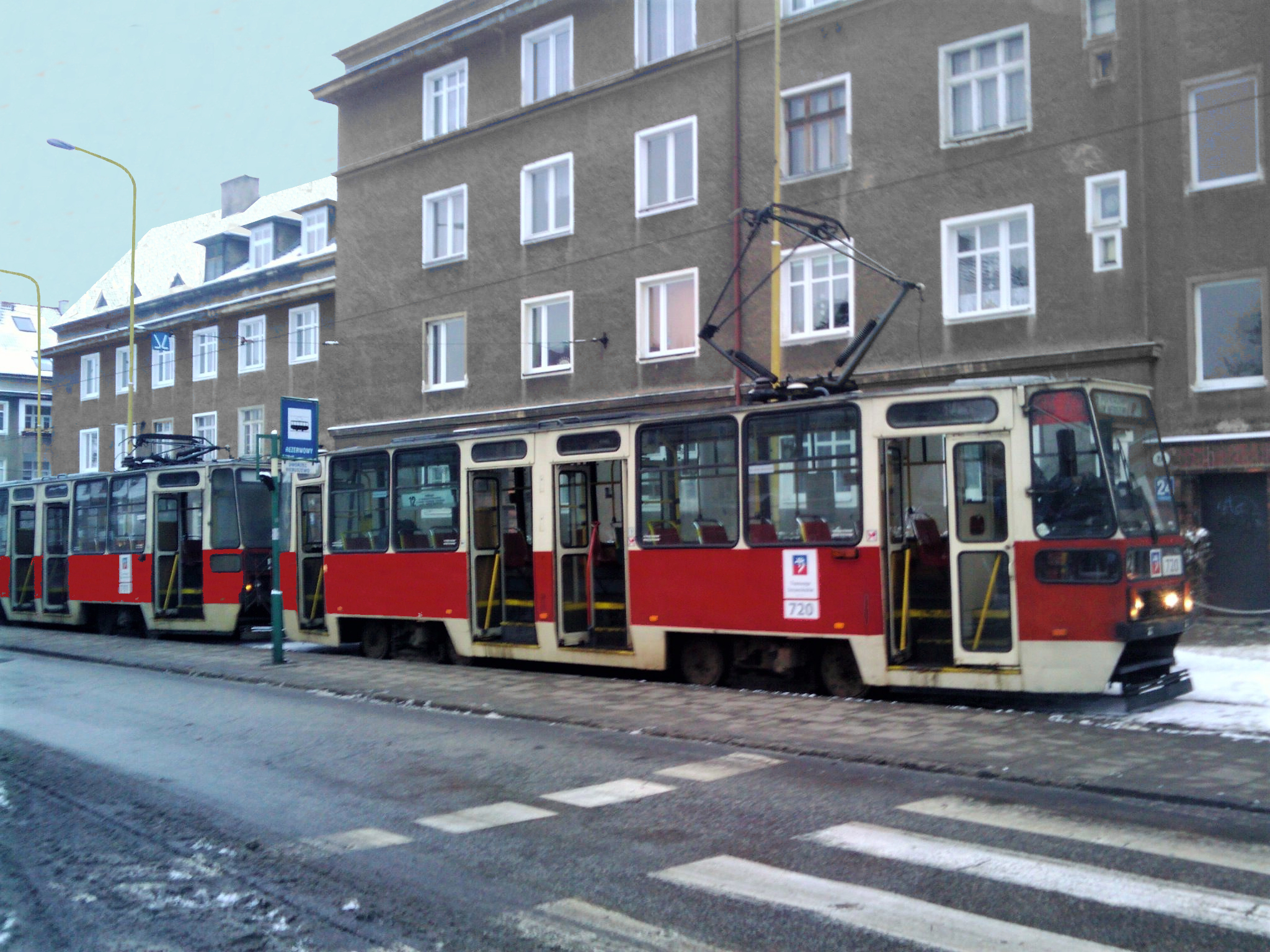
Historische Straßenbahnen Konstal 105N in Stettin

Der Konstal 105Na ist ein polnischer Straßenbahn-Triebwagen in Großraumbauweise. Er verkehrt mit Ausnahme der Betriebe in Olsztyn, Danzig und Gorzów Wielkopolski bei allen polnischen Straßenbahnbetrieben. Der Triebwagen wurde für die Spurweiten 1435 mm und 1000 mm gebaut, in letztgenannter Ausführung als 805Na.

## Geschichte
Der 105Na ist der bekannteste polnische Straßenbahn-Triebwagen. Von 1974 bis 1994 wurde der 105Na serienmäßig von Konstal (heute „Alstom Konstal S. A.“) in Chorzów hergestellt. Die erste Serie der Baureihe hatte die Bezeichnung 105N. Diese nächsten Serien wurden modifiziert, dabei wurde die Elektrik neu angeordnet und der Führerstand samt Steuerkonsole verbessert. So bekam der 105N den heutigen Namen 105Na.
Ursprünglich hatte der 105Na kleine Scheiben über den Eingängen und rund um den Führerstand. Diese kleinen Scheiben wurden letztendlich komplett entfernt. Gründe dafür waren u. a. der Sicherheitsaspekt, und dass die kleinen Scheiben als überflüssig galten. Im Laufe der Zeit wurden auch kleine Modernisierungen durch die einzelnen Stadtbetriebe durchgeführt, die später auch in der Produktion übernommen wurden. Es gab nebenbei viele Projekte und Prototypen bezüglich des 105Na, von denen jedoch die meisten nie durchgeführt oder nur in kleiner Stückzahl produziert wurden. Der 105Na wurde in einer Stückzahl von 1443 Stück produziert und die Meterspur-Version 805Na in einer Stückzahl von 691 Stück. Am 805Na wurden dieselben Veränderungen durchgeführt wie beim 105Na. Die beiden Straßenbahn-Triebwagen unterscheiden sich nur durch das Fahrgestell voneinander.

## Modernisierungen
Die einzelnen Stadtbetriebe modernisierten und modernisieren den 105Na ständig. So werden zum Beispiel neue Türen, Führerstände, Steuerungen und Motorentypen verbaut oder die Innenraumausstattung verbessert und modernisiert. Es gibt Ausrüstungsfirmen, die sich auf Modernisierungen der 105Na spezialisiert haben.
Auswahl von einigen dieser Modernisierungen:
105N2
105Na mit drei Gliedern und zwei Gelenken auf Jakobs-Drehgestellen (ein Zug in Posen, erstellt aus zwei Vierachsern)
111N
Zwei-Richtungs-Version mit Türen auf beiden Seiten (Spezialanfertigung für Gleiwitz)
105NT
Modell mit Thyristor-Antrieb (Prototyp, nur in kleiner Stückzahl)
105Nb
neue Türen, neuer Innenraum, Steuerkonsole und Antrieb neuer Generation (verkehrt in Warschau)
805Nb
Variante des 105Nb für 1000 mm Spurweite (Grudziądz, Łódź)
105Nf
neue Steuerkonsole, Bremsen, Fenster, Innenraum, Türen, Antrieb und Stromabnehmer (Warschau)
105Ng
drei Türenpaare, neuer Antrieb, Steuerkonsole, Innenraum und Stromabnehmer (Stettin)
105N1k
drei Türenpaare, Thyristor-Antrieb, neuer Innenraum, Steuerkonsole und Stromabnehmer (verkehrte in Warschau)
105N2k
ähnlich 105Ng (in Betrieb in Warschau, eine Zeit lang auch in Breslau)
105N2k 2000
Karosserie-Lifting, äußeres Erscheinungsbild deutlich verändert; drei neue Türpaare, neue Steuerung, Steuerkonsole, Antrieb und Innenraum (Stettin, Warschau)
805N/ME
neuer Antrieb, Steuerkonsole und Innenraum (nur ein Exemplar, verkehrt in Elbing)
105NCh
Gleichstrommotor, neuer Antrieb und Innenraum (Danzig)
105NWr
äußere Veränderungen, keine große Ähnlichkeit mit 105Na, drei neue Türpaare, neue Steuerkonsole, Stromabnehmer, Antrieb und Innenraum (verkehrt nur in Breslau, siehe Bild oben: linke Straßenbahn)
805NM
äußere Veränderungen, drei neue Türpaare, neue Steuerung, Steuerkonsole, Innenraum, Stromabnehmer, Antrieb, Niederflur-Anteil von 25 % (Bromberg)
105Na „bulwa“
äußere Veränderungen, neue Steuerkonsole und überarbeiteter Innenraum. Verkehrt in Danzig und in Łódź unter dem Namen 805Na „bulwa“ („bulwa“ bedeutet auf Polnisch „Knolle“ – die Straßenbahn wird wegen ihres Äußeren so genannt)
Moderus Alfa
Bei Modertrans Poznań modernisierte Straßenbahnen in verschiedenen Varianten.
Es gibt auch Städte, in denen die 105Na und 805Na nur mäßig modernisiert wurden und daher ihren Modellnamen beibehalten haben. Die Modernisierungen beinhalten hier meist die Umstellung von vier auf drei Türpaare mit modernen Türen, kleinere Modifikationen der Steuerkonsole und Motoränderungen. Die Straßenbahnen werden im Endeffekt dadurch leiser im Betrieb und den aktuellen Standards angenähert.

## Steuerung
Die Steuerung erfolgt durch zwei Pedale unter der Steuerkonsole. Während das rechte Pedal für die Beschleunigung sorgt, ist das linke für das Bremsen zuständig. Neben den zwei Steuerpedalen befindet sich zudem ein weiteres Pedal, die Notbremse.
Das Betätigen der Notbremse aktiviert die Trommelbremsen, Arbeitsbremsen und das äußere Läutsignal. Bei manchen modernisierten 105Na-Bahnen wurde die Steuerung von der Pedal- auf Handsteuerung umgerüstet (105Nk2000, 805NM) und das Notbremspedal wurde nicht entfernt.

## Betrieb
Der 105Na und die modernisierten Bahnen verkehren überwiegend in Doppeltraktion, teilweise auch einzeln. Anfangs kuppelte man drei 105Na-Triebwagen zu einem Straßenbahnzug zusammen.
Dieses System wird wegen der häufigen Unfälle an Haltestellen nur noch selten verwendet, lediglich zu speziellen Anlässen. In Krakau wird die Linie 4 allerdings im Wochenfahrbetrieb mit Zügen aus drei Wagen betrieben.

## Im Einsatz
| Staat | Stadt                                | Verkehrsbetrieb       | Anzahl | Jahr(e) der Herstellung | Typ(en)                                                                            | Bild | Quelle        |
| ----- | ------------------------------------ | --------------------- | ------ | ----------------------- | ---------------------------------------------------------------------------------- | ---- | ------------- |
| Polen | Bromberg                             | MZK Bydgoszcz         | 76     | 1980–1990               | 805Na (75 Stück), 805NM (1 Stück)                                                  |      | [ 3 ]         |
| Polen | Tschenstochau                        | MPK Częstochowa       | 14     | 1975–1990               | 105Na                                                                              |      | [ 4 ]         |
| Polen | Elbing                               | Tramwaje Elbląskie    | 24     | 1983–1990               | 805Na (3 Stücke werden modernisiert)                                               |      | [ 5 ]         |
| Polen | Metropole Oberschlesien-Kohlenbecken | Tramwaje Śląskie      | 174    | seit 1979               | verschiedene Versionen des Konstal 105N                                            |      | [ 6 ]         |
| Polen | Graudenz                             | MZK Grudziądz         | 48     | 1980                    | 805Na (2 Stücke), 805Nb (4 Stücke), Konstal 805Na-MM(D) (42 Stücke)                |      |               |
| Polen | Krakau                               | MPK Kraków            | 25     | 1979–1992               | 105Na                                                                              |      | [ 7 ] [ 8 ]   |
| Polen | Lodz                                 | MPK Łódź              | 340    | 1977–1990               | 135 sind originelle Konstal 805Na Fahrzeuge, der Rest sind modernisierte Fahrzeuge |      | [ 9 ]         |
| Polen | Posen                                | MPK Poznań            | 46     | 1975–1990               | Konstal 105Na (25 Stücke), Konstal 105NaDk (1 Stück), Moderus Alfa (20 Stücke)     |      | [ 10 ] [ 11 ] |
| Polen | Stettin                              | Tramwaje Szczecińskie | 46     | 1981–1992               | 105Ng/2015 (12 Stücke), 105N2k (20 Stücke), Moderus Alfa (14 Stücke)               |      | [ 13 ]        |
| Polen | Thorn                                | MZK Toruń             | 44     | seit 1980               | 805Na (26 Stücke), 805NaND (18 Stücke)                                             |      |               |
| Polen | Warschau                             | Tramwaje Warszawskie  | 110    | 1975–1990               | verschiedene Versionen des Konstal 105N                                            |      | [ 15 ]        |
| Polen | Breslau                              | MPK Wrocław           | 81     | 1975–1991               | 105Na, 105NWr und 105 NWrAs                                                        |      | [ 16 ]        |